# Simona Cavallari
Simona Cavallari (Roma, 5 aprile 1971) è un'attrice italiana.

## Biografia
Figlia di gestori di un bar e ultima di tre sorelle, esordisce giovanissima, a sette anni, nella pubblicità della Fiat 127.  Il suo esordio in tv risale al 1982 in Colomba, regia di Giacomo Battiato, dopo essere stata notata da un agente a una sfilata per bambini. Nel 1985 debutta nel cinema diretta da Damiano Damiani con il film Pizza Connection, dove ha il suo primo ruolo da protagonista. Alcuni anni dopo interpreta il ruolo di Ester Rasi nella serie televisiva La piovra 4 (1989), regia di Luigi Perelli.
Nel 1994 partecipa al Festival di Cannes con il film Il sogno della farfalla, regia di Marco Bellocchio. Nel 1997 è la fidanzata di Gabriel Garko in Angelo nero e l'anno seguente recita in teatro con gli spettacoli Domani notte a mezzanotte qui, Perpetua Song e Nella città l'inferno. L'anno seguente torna sul grande schermo con il film Amor nello specchio, diretto da Salvatore Maira. Nel 2000 è una componente del cast della fiction televisiva Sospetti, regia di Luigi Perelli.
Tra le altre numerose opere in cui ha in seguito lavorato, La caccia e I figli strappati, entrambe del (2005) e dirette da Massimo Spano per Rai Uno, La buona battaglia - Don Pietro Pappagallo (2006), regia di Gianfranco Albano.
Nel 2007 ritorna in televisione con la miniserie Il capo dei capi, in onda su Canale 5, e dal 2009 al 2012 è protagonista, sempre per Canale 5, della serie TV Squadra antimafia - Palermo oggi, con Giulia Michelini: Simona interpreta la vicequestore Claudia Mares che per i suoi ideali di giustizia sarà perennemente in lotta contro la mafia.
Interpreta il commissario Viola Mantovani in Le mani dentro la città, fiction Mediaset ambientata a Milano e riguardante le infiltrazioni della 'ndrangheta in Lombardia. Nel settembre 2012 in un'intervista ha dichiarato che "la gente ormai per strada non mi chiama Simona ma Mares. La sfida sarà riuscire a farla dimenticare, ma quello che potevo dare l'ho dato. Con questa nuova fiction ho chiuso il mio ciclo sociale. Piuttosto che fossilizzarmi in un personaggio, mi fermo. Ho tre figli, non ho paura di stare senza far nulla. In futuro, dopo tanto impegno vorrei qualcosa di leggero. Sarà l'ultima volta che tratto questi temi. Altrimenti, tanto vale arruolarmi in polizia".
Dopo aver preso parte ad un episodio di Don Matteo, nel 2021 e nel 2024 ha interpretato il ruolo di Teresa De Santis in Storia di una famiglia perbene, serie in cui ha fatto da comparsa anche suo figlio Pablo Alberto. Nel 2022 ha vestito i panni di Claudia Foresi nella serie Viola come il mare.

## Vita privata
Dal 1998 al 2009 ha avuto una relazione con il cantautore Daniele Silvestri, da cui ha avuto due figli.
Nel novembre 2011 è nato il suo terzo figlio avuto dal nuovo compagno.

## Filmografia

### Cinema
- Pizza Connection, regia di Damiano Damiani (1985)
- La sposa era bellissima, regia di Pál Gábor (1986)
- Il mistero del panino assassino, regia di Giancarlo Soldi (1987)
- Lo zio indegno, regia di Franco Brusati (1989)
- 18 anni tra una settimana, regia di Luigi Perelli (1991)
- Copenaghen fox-trot, regia di Antonio Domenici (1993)
- Il sogno della farfalla, regia di Marco Bellocchio (1994)
- Catene, regia di Antonio Antonelli, episodio del film De Generazione (1994)
- Il figlio di Bakunìn, regia di Gianfranco Cabiddu (1997)
- Prima del tramonto, regia di Stefano Incerti (1999)
- Amor nello specchio, regia di Salvatore Maira (1999)
- Roma Criminale, regia di Gianluca Petrazzi (2013)
- U muschittieri, regia di Vito Palumbo (2018) – cortometraggio
- Lupo Bianco, regia di Tony Gangitano (2021)

### Televisione
- Colomba, regia di Giacomo Battiato – miniserie TV (1982)
- Mino - Il piccolo alpino, regia di Gianfranco Albano – miniserie TV (1986)
- Una vittoria, regia di Luigi Perelli – miniserie TV (1987)
- Diventerò padre, regia di Gianfranco Albano – miniserie TV (1988)
- La piovra 4, regia di Luigi Perelli – serie TV (1989)
- Un cane sciolto, regia di Giorgio Capitani – miniserie TV (1990)
- I cavalieri del cross, regia di Stefania Casini – miniserie TV (1990)
- Quattro piccole donne, regia di Gianfranco Albano – miniserie TV (1990)
- Die Kaltenbach-Papiere, regia di Rainer Erler – miniserie TV (1991)
- Per amore o per amicizia, regia di Paolo Poeti – miniserie TV (1993)
- Requiem per voce e pianoforte, regia di Tomaso Sherman – miniserie TV (1993)
- Carlo Magno (Charlemagne, le prince à cheval), regia di Clive Donner – miniserie TV (1993)
- Il prezzo della vita, regia di Stefano Reali – miniserie TV (1995)
- Donna, regia di Gianfranco Giagni – miniserie TV (1996)
- Amiche davvero, regia di Marcello Cesena – film TV (1998)
- Angelo nero, regia di Roberto Rocco – miniserie TV (1998)
- Una donna per amico, regia di Rossella Izzo – serie TV, episodio 1x07 (1998)
- HeliCops (HeliCops – Einsatz über Berlin) – serie TV, episodio 2x05 (2000)
- Sospetti, regia di Luigi Perelli – serie TV (2000)
- Sarò il tuo giudice, regia di Gianluigi Calderone – miniserie TV (2001)
- Tutto in quella notte, regia di Massimo Spano – miniserie TV (2001)
- La caccia, regia di Massimo Spano – miniserie TV (2005)
- I figli strappati, regia di Massimo Spano – miniserie TV (2006)
- Il gioco delle tre carte – film TV, serie Il commissario Montalbano, regia di Alberto Sironi (2006)
- La buona battaglia - Don Pietro Pappagallo, regia di Gianfranco Albano – miniserie TV (2006)
- Il capo dei capi, regia di Enzo Monteleone e Alexis Sweet – miniserie TV (2007)
- Codice Aurora, regia di Paolo Bianchini – miniserie TV (2008)
- Squadra antimafia - Palermo oggi – serie TV, 29 episodi (2009-2012)
- Le mani dentro la città, regia di Alessandro Angelini – serie TV (2014)
- Squadra antimafia - Palermo oggi – serie TV, guest episodio 6x10 (2014)
- Don Matteo – serie TV, episodio 12x3 (2020)
- Storia di una famiglia perbene, regia di Stefano Reali – serie TV (2021-2024)
- Viola come il mare, regia di Francesco Vicario – serie TV (2022)

### Video musicali
- Io e Maria di Paola Turci (1993)
- Amore mio di Daniele Silvestri (1999)
- Sempre di domenica di Daniele Silvestri (2002)
- Cosa vuoi che sia di Luciano Ligabue (2006)
- Mi persi di Daniele Silvestri (2007)
- Io che amo solo te di Fiorella Mannoia, ideato e diretto da Luigi Cecinelli (2008)

## Teatro
- Il principe immortale, testo e regia di Lia Alimena (1993)
- Domani notte a mezzanotte qui, di Angelo Orlando, regia di Carlo Benso (1998)
- Perpetua Song, regia di P. King (1999)
- Nella città l'inferno, adattamento di Dacia Maraini, regia di Francesco Tavassi (1998)
- Didone abbandonata, drammaturgia di Giuseppe Di Martino, regia di Beppe Arena (2000)
- Enzimi, regia di Maurizio Panici (2000)
- Mi amavi ancora, di Florian Zeller, regia di Stefano Artissunch (2019)
- Dialogo di una prostituta con il suo cliente, di Dacia Maraini, regia di Guglielmo Ferro (2019)

## Doppiatrici italiane
- Ilaria Stagni in Pizza Connection, La sposa era bellissima
- Cristina Boraschi in La piovra 4